# Рейшстет
Рейшстет (фр. Reichstett) — коммуна на северо-востоке Франции в регионе Гранд-Эст (бывший Эльзас — Шампань — Арденны — Лотарингия), департамент Нижний Рейн, округ Страсбур, кантон Энайм. До марта 2015 года коммуна административно входила в состав упразднённого кантона Мюндольсайм (округ Страсбур-Кампань).
Площадь коммуны — 7,61 км², население — 4558 человек (2006) с тенденцией к снижению: 4407 человек (2013), плотность населения — 579,1 чел/км².

## Население
Население коммуны в 2011 году составляло 4400 человек, в 2012 году — 4404 человека, а в 2013-м — 4407 человек.
| 1962 | 1968 | 1975 | 1982 | 1990 | 1999 | 2006 | 2008 | 2011 | 2012 | 2013 |
| ---- | ---- | ---- | ---- | ---- | ---- | ---- | ---- | ---- | ---- | ---- |
| 1666 | 2548 | 3597 | 4464 | 4640 | 4882 | 4558 | 4466 | 4400 | 4404 | 4407 |

Динамика населения:

## Экономика
В 2010 году из 2791 человек трудоспособного возраста (от 15 до 64 лет) 1993 были экономически активными, 798 — неактивными (показатель активности 71,4 %, в 1999 году — 68,5 %). Из 1993 активных трудоспособных жителей работали 1867 человек (947 мужчин и 920 женщин), 126 числились безработными (47 мужчин и 79 женщин). Среди 798 трудоспособных неактивных граждан 248 были учениками либо студентами, 347 — пенсионерами, а ещё 203 — были неактивны в силу других причин.

## Достопримечательности (фотогалерея)

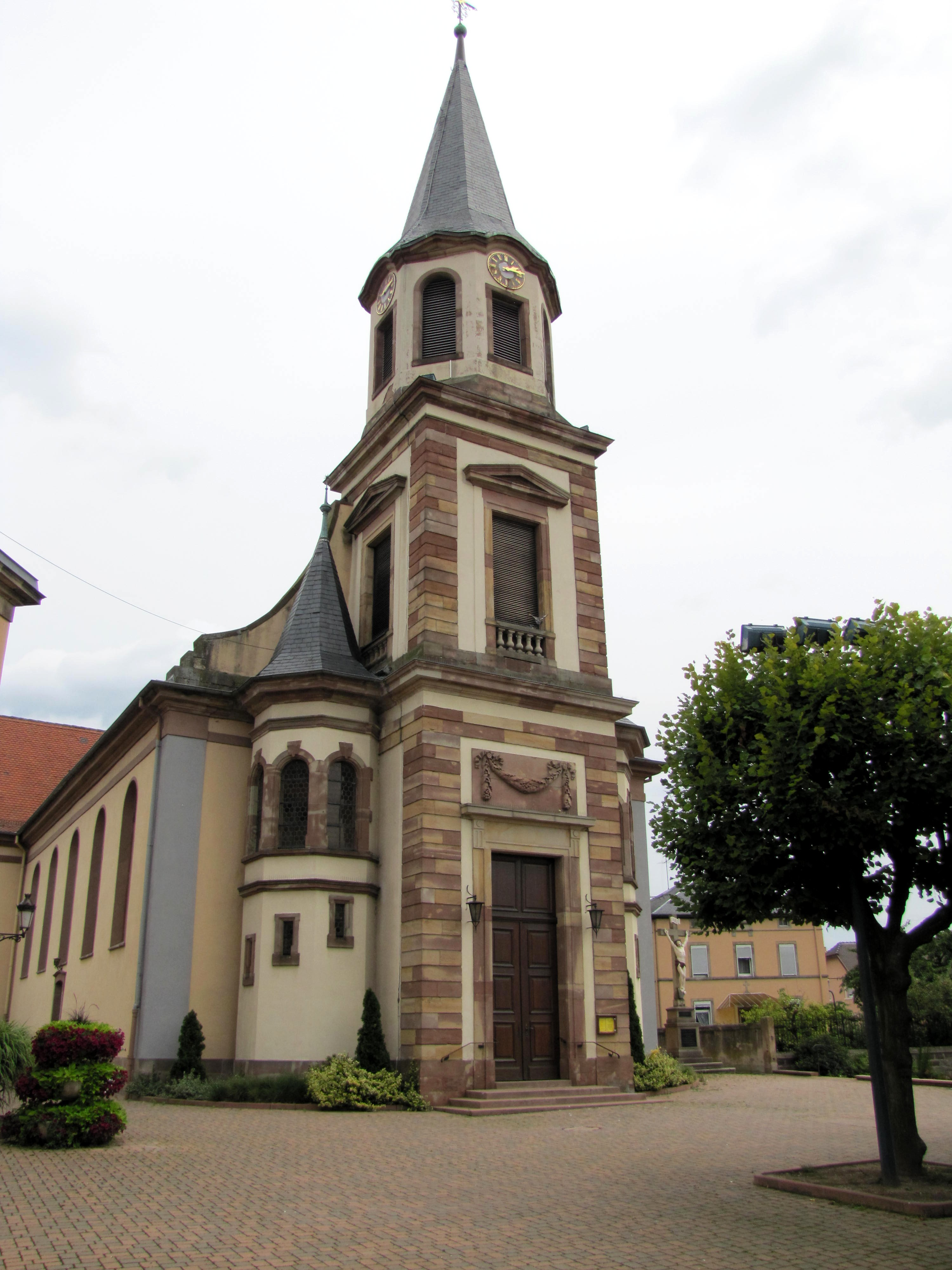
Церковь Сен-Мишель
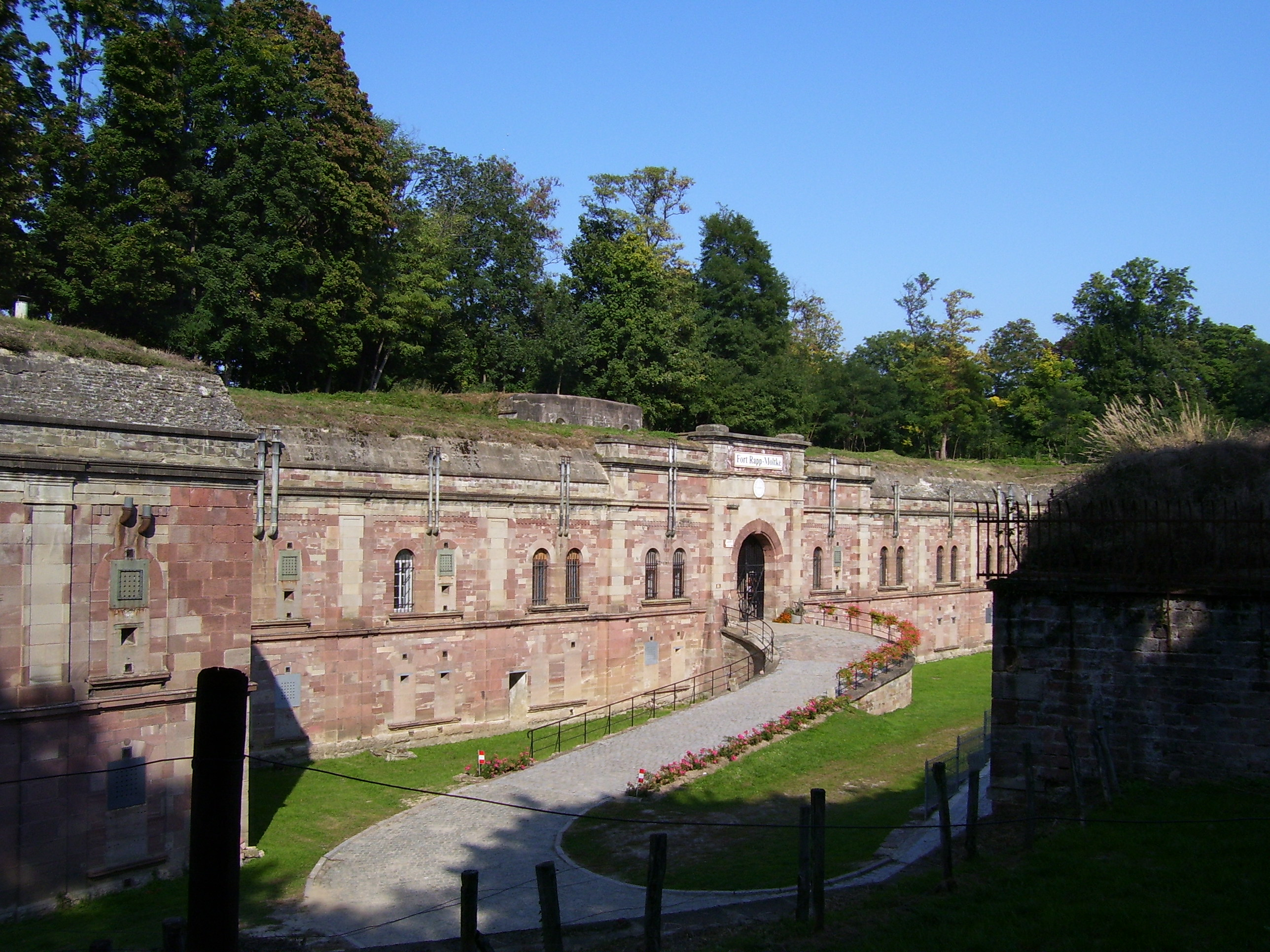
Старый форт
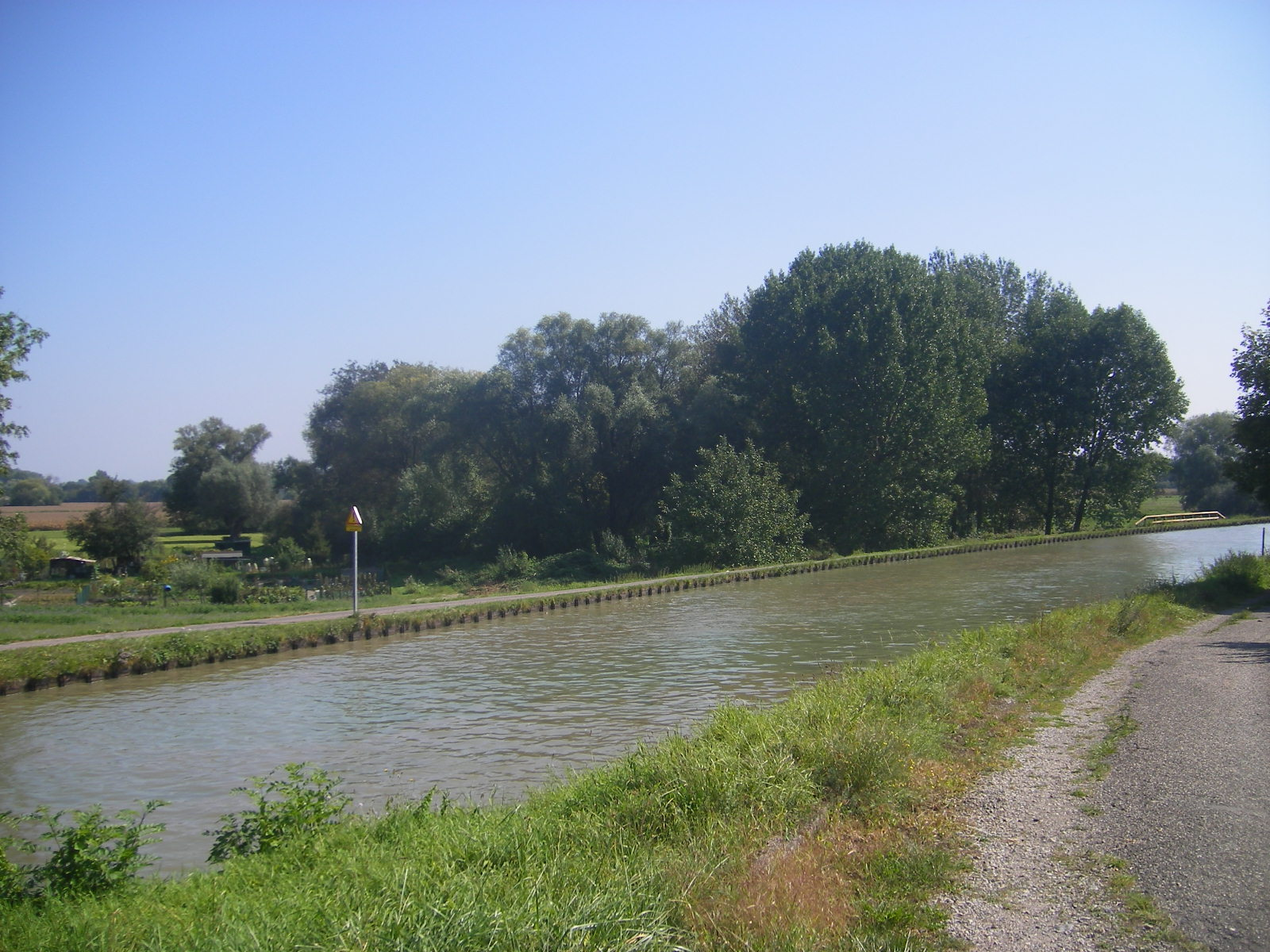
Канал Марна — Рейн